# 그리드 패리티
그리드 패리티(grid parity) 또는 소켓 패리티(socket parity)는 대체에너지의 단가가 일반 전력회사(화석연료 등)에서 전력을 구입하는 가격보다 작거나 동등한 수준의 비용으로 공급받을 수 있는 상황을 말한다. 이 용어는 재생 가능한 에너지 자원, 특히 태양 에너지와 풍력 에너지에 대해 논할 때 가장 많이 사용된다. 그리드 패리티는 유틸리티의 관점에서 계산하는지 소비자의 관점에서 계산하는지에 따라 달라진다. 그리드 패리티에 도달하는 것은 보조금이나 정부의 지원 없이도 에너지 자원이 광범위한 개발의 경쟁 대상이 되는 시점으로 간주한다. 그리드 패리티 수준에 도달하면, 이들의 형태의 에너지로 대규모의 이동이 일어날 것으로 널리 믿어지고 있다.

## 태양에너지에서의 그리드 패리티
그리드 패리티는 태양 에너지 분야에서 가장 흔히 사용되며, 특히 태양열과 태양광 발전을 언급할 때 그렇다. PV시스템은 연료를 사용하지 않고 주로 유지 보수가 불가능하기 때문에, 거의 전적으로 시스템의 자본 비용에 의해 평준화된 전기 비용(LCOE)이 지배되고 있다. 할인율이 그리드 전력의 팽창률과 유사할 것으로 가정하면, 평준화 비용은 원래 자본 비용을 시스템의 수명 동안 생산된 총 전기량으로 나누어 계산할 수 있다.
태양열 PV의 LCBF는 설비 비용과 패널의 자본 비용의 지배를 받으므로 그리드 등가를 추적할 때 PV모듈의 도매 가격이 주요 고려 사항이다. 2015년 연구에 따르면 가격은 1980년 이후 매년 10%씩 하락하고 있으며, 2030년까지 태양 에너지가 전체 전기 소비량의 20%를 차지할 것으로 전망하고 있다. 반면 국제 에너지 기구(InternationalEnergyAgency)는 2050.6년까지 16%를 예측한다.

## 같이 보기
- 요금상계제도
- 태양광 발전